# Ringang
Ringang (mundartlich: us Ríngang) ist ein Gemeindeteil der Marktgemeinde Oberstdorf im bayerisch-schwäbischen Landkreis Oberallgäu.

## Geographie
Die Einöde liegt circa einen Kilometer westlich des Hauptorts Oberstdorf am Fuße des Söllerkopfs. Östlich von Ringang fließt die Stillach. Im Osten und Westen befindet sich das Naturschutzgebiet Allgäuer Hochalpen.

## Ortsname

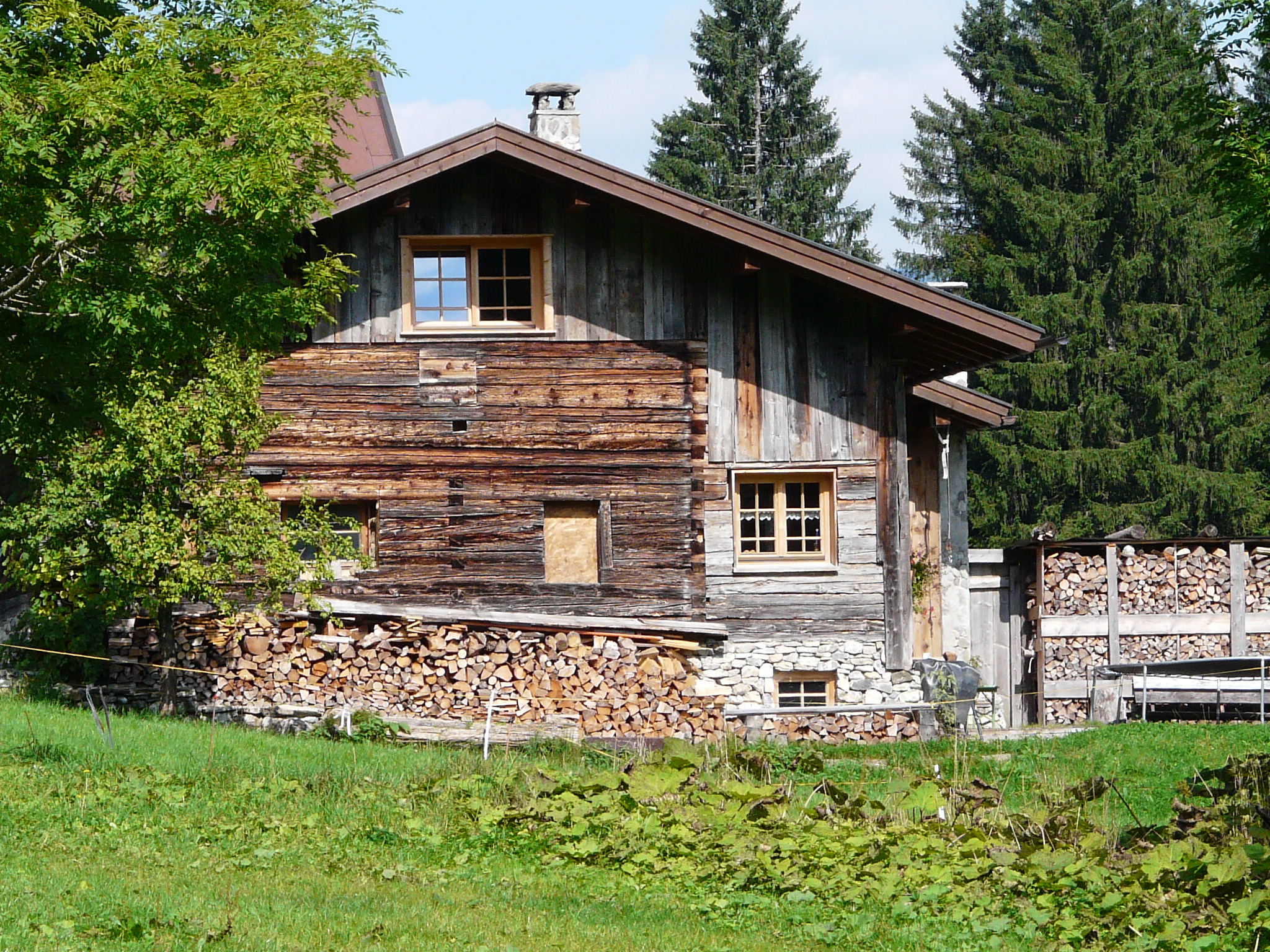
Baudenkmal in Ringang (18. Jh.)

Der Ortsname setzt sich aus den mittelhochdeutschen Wörtern wanc für Feld, Wiese, Weide sowie rige für Linie, Reihe zusammen und bedeutet (Siedlung) am Wiesenabhang entlang der Bachlinie. Andere Deutungen sind Rigenperg oder der Personenname Rugo. Die Bewohner werden als Ringelar bezeichnet.

## Geschichte
Ringang wurde erstmals urkundlich im Jahr 1445 als Flurname in der Rignangshalden erwähnt. Im Jahr 1617 ist der Ort als nur im Sommer bewohnt nachgewiesen. Im 19. Jahrhundert kam die dauerhafte Siedlung in Ringang. 1811 wurden zwei Wohnhäuser verzeichnet.

## Baudenkmäler
Siehe: Liste der Baudenkmäler in Ringang